# .vn
.vn је највиши Интернет домен државних кодова (ccTLD) за Вијетнам.